# 802
Năm 802 là một năm trong lịch Julius.

## Sự kiện
- Krum trở thành Khan của Bulgaria (cho đến năm 814).
- Egbert trở thành vua của Wessex.
- Các Viking s sa thải Iona.
- Jayavarman II tuyên bố Đế quốc Khmer độc lập và thiết lập vương quốc Angkor
- Đền Haeinsa được thiết lập ở Cao Ly.

## Mất
- Æthelmund, bá tước của Hwicce (trong trận đánh)
- Beorhtric của Wessex
- 11 tháng 1 - Paulinus II của Aquileia